# Marainville-sur-Madon
Marainville-sur-Madon is een gemeente in het Franse departement Vosges (regio Grand Est) en telt 86 inwoners (2009). De plaats maakt deel uit van het arrondissement Épinal.

## Geografie
De oppervlakte van Marainville-sur-Madon bedraagt 4,8 km², de bevolkingsdichtheid is dus 17,9 inwoners per km².
De onderstaande kaart toont de ligging van Marainville-sur-Madon met de belangrijkste infrastructuur en aangrenzende gemeenten.

## Demografie
Onderstaande figuur toont het verloop van het inwonertal (bron: INSEE-tellingen).